# Glindes-/Bokelsessermoor
Glindes-/Bokelsessermoor ist ein Hochmoorgebiet in den Kreisen Steinburg und Pinneberg in Schleswig-Holstein. Durch Torfabbau, Entwässerung und Kultivierung für die Viehwirtschaft ging die typische moorige Landschaft verloren.
Teilweise finden Renaturierungs-Maßnahmen statt. Im Niedermoorgrünlandbereich ist das Hauptziel der Erhalt einer Wiesenvogelpopulation und weiteren moortypischen Vogelarten, wie z. B. der Sumpfohreule oder der Wiesenweihe.